# Platon Rodocanakis
Platon Rodocanakis (Esmirna, 1883 — 1919) fue un escritor griego.

## Biografía
Fue uno de los impulsores en Grecia de las corrientes esteticistas y modernistas europeas que   mezcla de forma personalísima con influencias  clásicas y orientales. Hombre de vasta cultura transforma las experiencias de la realidad inmediata en un lenguaje poético donde las cosas y seres cobran un aura de magnetismo. Desde su juventud colabora en revistas y periódicos de Esmirna y Atenas, trabaja posteriormente en Protección Social durante la guerra greco-turca y llega a ser nombrado director de Estudios Bizantinos hasta la fecha de su muerte por tuberculosis, a la edad de 36 años. El hecho de haber escrito en cazarévusa (en griego: Καθαρεύουσα), la lengua oficial griega sobre todo en sus formas escritas hasta 1976, lengua culta por antonomasia, ha colaborado a la desinformación y desconocimiento de este autor, cuyos textos  se desbordan en imágenes de gran fuerza y significados no desprovistos de humor. Su poemario De profundis representó un hito en la cultura griega. La sotana en llamas  recoge en forma novela corta,  más que los avatares de una vocación,  su aventura estética en  la isla de Jalki, donde entra como alumno de la Escuela de Teología a los diez años pese a la oposición de sus padres. Además de La rosa granate y Entre los jazmines, escribió varias  obras de temática bizantina. 

## Obras
- De profundis
- La rosa granate
- Entre los jazmines

## Obras traducidas al español
- La sotana en llamas, ISBN 978-84-936744-3-4, editado por El Nadir ediciones (enlace roto disponible en Internet Archive; véase el historial, la primera versión y la última)., 2010.

- Datos: Q12883501